# Hashim Al-Azzam
Hashim Al-Azzam (* 1980) ist ein deutsch-jordanischer Künstler und Kunstpädagoge, der sich mit moralischer und transkultureller Bildung beschäftigt. Er integriert dabei seine vielfältigen Erfahrungen aus Jordanien und Deutschland sowie seine künstlerische Praxis.

## Leben und Werk
Hashim Al-Azzam absolvierte sein Kunstmalerei-Studium von 1998 bis 2002 in Jordanien und setzte seine akademische Laufbahn von 2006 bis 2011 fort, indem er Kunstpädagogik, Kunstgeschichte und klassische Archäologie in Gießen studierte. Dort schloss er seine Promotion zum Dr. Phil. mit einer Arbeit über seine eigenen transkulturellen Skulpturen ab, unter dem Titel Plastik als transkulturelle Bildung: Vom künstlerischen Handeln zu transkulturellen Bildungsprozessen. Im Mittelpunkt standen seine künstlerischen Experimente, wodurch seine Forschung dem Bereich der künstlerischen Forschung zugeordnet werden kann, in dem Kunst als Bildung betrachtet wird.
In dieser bemerkenswerten Arbeit spielte Al-Azzam sowohl die Rolle des Forschers als auch die des Forschungsobjekts. Er betont, dass Migranten eine wichtige Rolle in der Förderung transkultureller Forschung spielen sollten und nicht ausschließlich Objekt dieser Forschung sein dürfen.

## Forschung
Al-Azzams Forschungsschwerpunkte umfassen die Theorie der transkulturellen Bildung, die Theorie und Praxis der transkulturellen Kunst, Kunstphilosophie, Kunst und Ethik, Orientalismus und Abstraktionen, Kulturtheorie sowie westliche und islamische Kunstgeschichte.

### Transkulturelle Bildung
Das Konzept der transkulturellen Bildung leitet seine Zielsetzungen, Bildungsmethoden und -inhalte aus der Kunst ab.
Basierend auf persönlichen biografischen Antrieben reflektiert Hashim Al-Azzam diese durch die Verknüpfung theoretischer und praktischer Elemente aus Philosophie und Kunst, inspiriert unter anderem von Künstlern wie Wassily Kandinsky und später Joseph Beuys. Diese Herangehensweise ermöglicht es ihm, seine Rolle als Künstler und Kunstpädagoge im Spannungsfeld zwischen verschiedenen Kulturen zu definieren und die Merkmale seiner Kunst sowie bildungsrelevante Aspekte aus diesen künstlerischen Erfahrungen zu klären. Er betrachtet sich als historisches Subjekt, geprägt von den Prozessen der Globalisierung und Postmoderne, und verortet sich künstlerisch, wissenschaftlich und pädagogisch. Das Zusammenspiel zwischen seiner eigenen künstlerischen Arbeit, ihrer Reflexion und dem Bezug zu persönlich bedeutsamen künstlerischen und philosophischen Positionen kennzeichnet sein Vorgehen. Für Al-Azzam sind „Orient“ und „Okzident“ die Orte seiner Wanderungsbewegung und interkulturellen Erfahrungen, die in seiner Kunst auf eine Weise zum Ausdruck kommen, in der sie sich gegenseitig konfrontieren, beeinflussen und schließlich künstlerisch bzw. plastisch werden. Diese Dynamik prägt die Methodik und die Merkmale seiner Plastiken, die ihrerseits die geistige Entwicklung sowohl des Künstlers als auch des Betrachters reflektieren.
Diese künstlerisch-pädagogische Haltung bezeichnet er als transkulturelle Bildung, die sowohl im schulischen als auch im außerschulischen Kontext vermittelt werden kann. Transkulturalität betrachtet er als eine Herausforderung und eine Fähigkeit des heutigen postmodernen Subjekts, das sich sowohl in der künstlerischen Produktion als auch in der Betrachtung des Kunstobjekts ständig weiterentwickelt.

### Kunst und Ethik im Kontext transkultureller Forschung
In seinem neuen Buch „Das ethische Prinzip des Unreinen: Über die Verunreinigungstechnik des transkulturellen Kunstprozesses“ untersucht Al-Azzam die Rolle von Gefühlen bei der Bestimmung und Dominanz unserer ethischen Urteile gegenüber dem Fremden. Er betrachtet die Sehnsucht nach Reinheit als eine Flucht vor der Vielfalt und Widersprüchlichkeit der Realität und analysiert ihre potenziell problematischen Auswirkungen auf unsere Wahrnehmung. Durch eine gründliche Analyse und Beispiele aus der Kunstgeschichte zeigt er auf, wie der Drang zur Reinheit in verschiedenen Kontexten instrumentalisiert wurde. Al-Azzam betont, dass Kunst der Ort der Vielfalt und Kreativität ist, der sich gerade inmitten von Verunreinigung entwickelt und wächst. Das Buch argumentiert, dass die Sehnsucht nach Reinheit oft zu Extremen führt und zu Ideologie oder Fanatismus werden kann. Es hebt die transkulturelle Kunst als entscheidenden Ort der Verunreinigung und kulturellen Vielfalt hervor. Schlussendlich unterstreicht Al-Azzam die transformative Kraft der moralischen Bildung durch Kunst und wie eine umfassende Schulung, insbesondere durch die Kunst, dazu beitragen kann, einen offeneren Blick auf Vielfalt und Kreativität zu fördern.

## Künstlerische Arbeit
Al-Azzams künstlerische Produktion bewegt sich zwischen Malerei und Skulptur. In seiner Phase in Jordanien begann er mit der Malerei, die sich reliefartig entwickelte und zu dreidimensionalen skulpturalen Gestalten weiterentwickelte. Er hat zahlreiche Einzelausstellungen in Jordanien und Deutschland, und seine Werke erlangen zunehmend Aufmerksamkeit. Im Rahmen der Ausstellungen von Artboxy werden seine Werke weltweit präsentiert, unter anderem in Städten wie Paris, Venedig, Dubai, Palma de Mallorca, Berlin, Zug, Grenada, Basel und New York.

## Publikationen

### Monographien
- Plastik als transkulturelle Erfahrung: Vom künstlerischen Handeln zu transkulturellen Bildungsprozessen, Hamburg: Dr. Kovač, 2021, Band 11.
- Das ethische Prinzip des Unreinen: Über die Verunreinigungstechnik des transkulturellen Kunstprozesses, Hamburg: Dr. Kovač, 2024, Band 15.
- Der ästhetische Schmetterlingseffekt: Transferierte Erinnerungen im Kontext der Interkulturalität und ihr Nachleben im Kunsteffekt, Hamburg: Dr. Kovač, 2025, Band 16.
- Unfertig und das ist gut so Ein Versuch, die offene Dialektik zu umarmen in Kunst und Gedanke [Ausstellungskatalog], Hamburg: BoD, 2025.
- Der dritte Blick: Transkulturelle Spuren in islamischer Kunst und westlicher Avantgarde, Hamburg: BoD, 2025.
- Künstlerethik: Kreative Ethik als Ausdruck künstlerischer Praxis bei Da Vinci, Kandinsky und Beuys, Hamburg: BoD, 2025.

### Sammelbände
- Al-Azzam, H.: Sculpture as Transcultural Education, in: C. P. Buschkühle, D. Atkinson & R. Vella (Hrsg.): Art – Ethics – Education, Leiden 2020.

### Texte von Hashim Al-Azzam
- Korrespondenz als Ausdruck: Plastik und ihr naturähnliches Charakteristikum als eine Gelegenheit der Metakognition und transkulturelles Handeln im Gegensatz zu vergangenen und postmodernen Reinheitsstrategien in Bezug auf Beispiele von Leonardo da Vinci (online)
- Die verleugnete Linie: Islamische Kalligraphie als eine verschleierte transkulturelle Dimension in der Kunst der klassischen Moderne (online)
- Ästhetische Reminiszenzen. Ägyptische Einflüsse im Werk Wassily Kandinskys und sein Verhältnis zum ,Orient‘ mit einem vergleichbaren Beispiel von Henri Matisse (online)
- Porträts ohne Modelle : Porträts als künstlerisches Experiment und ihre ethischen Aspekte mit Beispielen aus der Antike (Themistokles) und der Renaissance (Mona Lisa) (online)
- Die Dimension des Übersinnlichen : die islamische Ornamentik und ihr platonischer Einfluss: (online)
- Der synthetische Gestaltungsprozess: Mimesis und Konstruktion in der ästhetischen Theorie Adornos und das mimetische Prinzip bei Wassily Kandinsky (online)
- Mimetische Graphismen : zu den kalligraphieähnlichen Lineamenten bei Kandinsky, philosophischen Einflüssen von Friedrich Nietzsche und ihren transkulturellen Perspektiven (online)
- The denied line : Transcultural dimensions in Picasso's and Kandinsky's works : A critical examination of oriental influences (online)
- Melancholie – Ein Kult der Genies und aktiven Nihilisten (online)
- Die Romantisierung Da Vincis – Ein Blick auf seine Werke im Kontext romantischer Kunst (online)
- Joseph Beuys und sein ethisches Verunreinigungsprinzip: In Bezug auf seine Aktion Eurasienstab. https://doi.org/10.22029/jlupub-18511
- Im Spiegel transkultureller Erfahrungen, in: Gisela Tenter (Hrsg.): Melencolia 6.0 – Zeitenwenden, Kunst und Unterricht Nr. 487/488, Hannover 2024 (https://www.friedrich-verlag.de/friedrich-plus/sekundarstufe/kunst/historische-kunst/im-spiegel-transkultureller-erfahrungen-19781)

### Presse
- Hashim Al-Azzam im Trafo. In: giessener-allgemeine.de. 2. April 2019.
- Dieser Raum schafft Freiheit. In: giessener-allgemeine.de. 2. April 2019.
- Kraftvolle Umdeutung natürlicher Verhältnisse: Hashim Al-Azzam aus Jordianien stellt bei Trafo seine Malerei in der dritten Dimension aus Giessen. In: giessener Anzeiger. 24. September 2011.
- Zwischen den Kulturen: Hashim Al-Azzam zeigt im »Kornboden 35« seine Ausstellung »Orient und Okzident«. In: Giessener Allgemeine. 7. Oktober 2014.
- Grenzen überwinden und öffnen: Ausstellung Hashim Al-Azzam mit „Orient und Okzident – Eine Entgrenzung“ im Kornboden 35/reichlich Stoff zum Staunen und Nachdenken. In: giessener Anzeiger. 9. Oktober 2014.
- Galerie Neustädter Tor zeigt »Große Kunst«, Giessener Allgemeine, 1. April 2019